# Castillo Koz
El castillo de Koz (turco: Koz Kalesi), o castillo de Kürşat es un castillo en el distrito de Altınözü de la provincia de Hatay de Turquía, construido en una pequeña colina donde nace el arroyo Kuseyr. Fue construido por el Principado de Antioquía con sillar. El castillo tenía una puerta al norte, pero esta puerta ya no existe y el lado oriental del castillo ha sido nivelado, quedando algunos graneros originales. Algunos baluartes del castillo se mantienen en pie hasta hoy.

## Historia
El antiguamente conocido como Castillo de Cursat fue mencionado por primera vez en 1133, cuando fue tomado por Fulk, rey de Jerusalén. Hacia 1155, el castillo pasó a estar en posesión del Patriarca Latino de Antioquía, Aimery de Limoges, que utilizó el castillo como santuario para él y sus tesoros, siendo conocido como 'Castrum Patriarchae' (Castillo del Patriarca). En 1180, Aimery excomulgó al Príncipe de Antioquía Bohemundo III, siguiendo las órdenes del papa Alejandro III, por asuntos de su vida privada. Bohemundo III, que se enfadó por esa decisión, asedió Cursat hasta que intervino el rey Balduino IV de Jerusalén.
En 1188, Aimery impidió que las tropas del sultán ayubí Saladino atacaran Cursat pagándole una suma de dinero de su tesorería. En 1225, el patriarca latino de Antioquía Rainiero de Antioquía regresó a Italia, dejando a Felipe a cargo del control del castillo de Cursat, donde se encontraba el tesoro patriarcal.
Más tarde, el Papa Inocencio IV había ordenado que la totalidad de los ingresos fiscales eclesiásticos del Antioch y del Chipre se destinaran a la reparación y ampliación de Cursat durante tres años, lo que mejoró sus defensas hacia 1256. De ahí que el castillo resistiera un asedio de las fuerzas mamelucas dirigidas por Baibars en 1268.
Tras el caída de Antioquía, Cursat quedó rodeado por el territorio controlado por los musulmanes. El castellano del castillo en nombre del patriarca era un caballero llamado Sir William, que se esforzó por mantener contactos amistosos con los emires musulmanes vecinos, especialmente con los emires de Soghr y Bagras. Baibars se abstuvo de atacar el castillo con la condición de que Guillermo compartiera sus ingresos con sus vecinos musulmanes. Más tarde, Guillermo se hizo monje y dejó la gestión del castillo a su padre Bastardo. El 13 de abril de 1275, éste cayó en una emboscada mameluca y fue encarcelado en Damasco. El castillo fue posteriormente asediado, y finalmente se rindió el 14 de noviembre de 1275.